# Žerotín (zámek)
Žerotín je barokně-klasicistní zámek z poloviny 18. století ve stejnojmenné obci v okrese Olomouc. Je chráněn jako kulturní památka České republiky.

## Historie
Zámek byl postaven augustiniány a má typický obdélníkový půdorys. Sloužil jako klášter a na konci 18. století také jako nemocnice. V 19. století se stal majitelem rod Saint Genois, který se rozhodl celý zámek klasicistně upravit.
V období, kdy zámek patřil Lichtensteinům, sloužil jako sladovna. Po nástupu komunismu zámek získalo rolnické družstvo. To vedlo k celkové devastaci, protože místní JZD objekt využívalo jako kanceláře a sklady.
Dnes je barokně-klasicistní zámek opět v soukromém vlastnictví a chátrá. V zámeckém parku se nachází malý rybníček a altánek pro čtyři osoby lidově zvaný Koráb, vytesaný z dubu.